# Otto Gold
Otto Gold (* 2. November 1918; † 8. Juli 1999) war ein tschechoslowakischer Eiskunstläufer und Eiskunstlauftrainer.
Seinen einzigen Auftritt bei einer bedeutenden internationalen Meisterschaft hatte Gold als Einzelläufer bei der Europameisterschaft 1930 in Berlin. Er gewann die Silbermedaille hinter Karl Schäfer.
1938 emigrierte Gold nach Kanada und begann eine 40-jährige Trainerkarriere beim Minto Skating Club. Dort fungierte er als einer der ersten Trainer von Barbara Ann Scott. 1940 gründete er Kanadas erste Sommer-Eislaufschule in Kitchener. Weitere Trainerstationen führten Gold nach Vancouver, Toronto, Connecticut und Lake Placid. Auch Donald Jackson und seine Tochter Frances waren Schüler von ihm. Gold, der großen Wert auf Disziplin in den Pflichtfiguren legte, verhalf zahlreichen nordamerikanischen Eiskunstläufern zu internationalen Titeln. Gold gehörte zu den ersten Personen, die 1990 in die kanadische Eiskunstlauf Hall of Fame aufgenommen wurden.

## Ergebnisse
| Wettbewerb / Jahr     | 1930 |
| --------------------- | ---- |
| Europameisterschaften | 2.   |